# Haskell, Texas
Haskell là một thành phố thuộc quận Haskell, tiểu bang Texas, Hoa Kỳ. Năm 2010, dân số của xã này là 3322 người.

## Dân số
- Dân số năm 2000: 3106 người.
- Dân số năm 2010: 3322 người.